# 10월 16일
10월 16일은 그레고리력으로 289번째(윤년일 경우 290번째) 날에 해당한다.

## 사건
- 1555년 - 일본 센고쿠 시대 이쓰쿠시마 전투에서 모리 모토나리군이 스에 하루카타군을 기습하여 격파하다.
- 1597년 - 벽파진 해전이 일어남.
- 1775년 - 영국이 메인주 포틀랜드를 불태우다.
- 1781년 - 미국 독립전쟁: 조지 워싱턴이 버지니아주 요크타운을 점령하다.
- 1793년 - 프랑스 루이 16세의 왕비 마리 앙투아네트가 기요틴으로 처형되다.
- 1813년 - 6개국 연합과 나폴레옹 보나파르트의 프랑스 간에 라이프치히 전투가 시작되다.
- 1815년 - 나폴레옹 보나파르트, 대서양의 세인트헬레나섬에 유배되다.
- 1859년 - 미국의 노예제 폐지론자 존 브라운이 하퍼스 페리에서 폭동을 일으키다.
- 1905년 - 인도의 벵골이 벵골 분할령에 의해 분할되다.
- 1916년 - 미국 뉴욕 브루클린에 미국 최초의 ‘산아제한 클리닉’ 개소.
- 1939년 - 제2차 세계 대전: 독일 공군이 처음으로 영국 영토를 공격하다.
- 1940년
  - 제2차 세계 대전: 유대인을 수용하기 위한 바르샤바 게토가 세워지다.
  - 벤저민 O. 데이비스가 아프리카계 미국인으로서는 최초의 장성이 되었다.
- 1945년 - 이승만, 미국에서 돌아오다.
- 1946년 - 뉘른베르크 전범 재판소, 나치 핵심전범 9명 교수형 집행.
- 1964년 - 중화인민공화국 최초의 핵실험이 실시되다.
- 1979년 - 부마 민주 항쟁 발발.
- 1988년 - 지강헌 인질극 발생. 지강헌, 안광술, 한의철 사망.
- 1990년 - 대한민국과 조선민주주의인민공화국, 제2차 남북고위급회담을 평양에서 개최함.
- 1999년 - 대한민국이 상록수 부대를 동티모르에 파병하다. 이 날 파병된 병력은 선발대 160명이다.
- 2000년 - 대한민국과 미국이 적정 수준의 미사일 개발에 원칙적 합의, 사거리 300km미사일 생산 가능.
- 2002년 - 정몽준 의원 주도 푸른정치국민통합21 발기인대회 개최.

## 문화
- 1841년 - 퀸즈 대학교가 캐나다 온타리오 주의 킹스턴에 설립되다.
- 1869년 - 영국 최초의 여자 대학인 거튼 칼리지가 설립되다.
- 1875년 - 브리검영 대학교가 유타주 프로보에 설립되다.
- 1902년 - 프랑스, 지문을 범죄자 식별법으로 이용하기 시작하다.
- 1923년 - 월트 디즈니 컴퍼니가 월트 디즈니와 그의 형 로이 O. 디즈니에 의해 설립되었다.
- 1945년 - 유엔 식량 농업 기구가 캐나다 퀘벡 시에 설립되었다.
- 1952년 - 채플린, 영화 《라임 라이트》 개봉.
- 1973년 - 헨리 키신저와 레득토가 노벨 평화상을 수상하다.
- 1978년 - 폴란드 출신의 요한 바오로 2세가 제264대 교황에 오르다.
- 1994년 -
- 2009년 - 제2경인고속도로의 인천대교 구간이 개통됐다.
- 2012년 - 대한민국 대전광역시, 세종특별자치시, 충청남도에서의 지상파 아날로그 텔레비전 방송 종료.
- 2025년 - 마이크로소프트의 윈도우 10과 윈도우 서버 2019가 지원 종료될 예정이다.

## 탄생
- 1854년
  - 아일랜드의 시인, 소설가, 극작가 오스카 와일드. (~1900년)
  - 독일 사회민주당의 이념가 카를 카우츠키.
- 1872년 - 러시아 제국의 장군 안톤 데니킨. (~1947년)
- 1887년 - 대한제국 시기의 독립운동가 이재명. (~1910년)
- 1888년 - 미국의 극작가 유진 오닐. (~1953년)
- 1890년 - 아일랜드의 정치인 마이클 콜린스. (~1922년)
- 1903년
  - 대한민국의 의사 이영춘. (~1980년)
  - 미국의 정치인 렉스 벨. (~1962년)
- 1908년 - 알바니아의 정치인 엔베르 호자. (~1985년)
- 1911년 - 대한민국의 고고학자 김정학. (~2006년)
- 1917년 - 영국의 외교관 머레이 맥리호스 (~2000년)
- 1918년 - 프랑스의 철학자 루이 알튀세르. (~1990년)
- 1925년 - 영국의 배우 앤절라 랜즈베리. (~2022년)
- 1927년
  - 독일의 소설가 귄터 그라스. (~2015년)
  - 대한민국의 검사 출신 정치인 강달수.
- 1929년 - 브라질의 배우 페르난다 몬테네그루.
- 1931년 - 대한민국의 정치인 이용희. (~2022년)
- 1933년
  - 대한민국의 행정 출신 정치가 유재규.
  - 일본의 배우, 성우 오오야마 노부요. (~2024년)
- 1938년 - 독일의 가수 니코. (~1988년)
- 1945년 - 대한민국의 기업인, 정치인 이석채.
- 1946년
  - 대한민국의 시인 김남주.
  - 미국의 영화배우 수잔 소머스. (~2023년)
- 1948년
  - 미국의 저널리스트 안드레 리언 탤리. (~2022년)
  - 미국의 정치인 잭 달림플.
- 1949년 - 대한민국의 기업인 허창수.
- 1950년
  - 일본의 프로 야구 선수, 야구 지도자  오시마 야스노리. (~2021년)
  - 영국령 홍콩의 배우 서소강. (~2024년)
- 1952년 - 대한민국의 정치인, 소설가 신기남.
- 1955년
  - 대한민국의 대학 교수, 동시 통역사 최정화.
  - 대한민국의 세무사, 정치인 원경희.
- 1956년 - 대한민국의 공무원 배국환.
- 1958년 - 미국의 배우 팀 로빈스.
- 1959년
  - 대한민국의 가수 조항조.
  - 일본의 가수, 성우, 수필가, 일러스트레이터 코모리 마나미.
- 1960년 - 대한민국의 배우 정원중.
- 1962년
  - 러시아의 바리톤 가수 드미트리 흐보로스톱스키. (~2017년)
  - 대한민국의 바둑 기사 김종수.
- 1963년 - 미국의 배우 파멜라 바흐. (~2025년)
- 1964년
  - 대한민국의 배우 김현주.
  - 대한민국의 정치인 강민구.
  - 미국의 학자, 대학교수 임마누엘 페스트라이쉬.
- 1965년 - 러시아의 아이스하키 선수 게르만 티토프.
- 1967년
  - 미국의 영화 프로듀서 디디 가드너.
  - 일본의 배우, 성우 마츠노 타이키. (~2024년)
- 1968년 - 대한민국의 배우 성지루.
- 1969년
  - 미국의 트럼펫 연주자 로이 하그로브. (~2018년)
  - 대한민국의 배우 황인정.
- 1970년
  - 대한민국의 가수 이민규.
  - 대한민국의 전 축구 선수, 축구 감독 조성환.
  - 독일의 축구 선수 메흐메트 숄.
- 1971년 - 대한민국의 가수, 배우 보라나.
- 1972년 - 벨기에의 전 축구 선수 이브 세르네일스.
- 1973년 - 대한민국의 성우 임채헌.
- 1974년 - 대한민국의 권투 선수 최요삼.
- 1975년 - 대한민국의 바둑 기사 양건.
- 1977년
  - 일본의 가수 지망구.
  - 미국의 가수 존 메이어.
- 1978년
  - 대한민국의 배우, 희극인 김현숙.
  - 대한민국의 배우 최대철.
- 1980년 - 미국의 농구인 수 버드.
- 1981년
  - 대한민국의 배우 고주원.
  - 대한민국의 레이싱 모델 김효진.
  - 미국의 종합격투기 선수 프랭크 에드거.
- 1982년
  - 대한민국의 희극인 안윤상.
  - 대한민국의 배우 김아중.
- 1983년 - 일본의 축구 선수 고바야시 유스케.
- 1984년
  - 조선민주주의인민공화국의 축구 선수 김명길.
  - 대한민국의 축구 선수 김정미.
  - 대한민국의 가수 나오미.
- 1985년
  - 대한민국의 아나운서 이각경.
  - 독일의 방송인 다니엘 린데만.
- 1986년
  - 대한민국의 성우 안효민.
  - 아르헨티나의 축구 선수 프랑코 아르마니.
  - 모로코의 축구 선수 푸아드 샤피크.
  - 일본의 모델, 배우 이와나기 데쓰야.
  - 루마니아의 가수 이나.
  - 방글라데시의 배우, 감독, 프로듀서 소하나 사바.
- 1987년
  - 미국의 가수 스테파니 (천상지희 더 그레이스).
  - 대한민국의 가수, 배우 승호 (엠블랙).
- 1988년
  - 대한민국의 희극인 권미진.
  - 대한민국의 야구 선수 김강.
  - 대한민국의 가수 이주호.
- 1989년 - 대한민국의 야구 선수 이장희.
- 1990년 - 일본의 가수 사토 아미나.
- 1991년
  - 대한민국의 아나운서 장예인.
  - 일본의 축구 선수 오가와 다이키.
- 1992년
  - 일본의 배우 아다치 리카.
  - 미국의 야구 선수 브라이스 하퍼.
- 1993년 - 대한민국의 전 리그 오브 레전드 프로게이머 김유진 (웅진 스타즈).
- 1994년 - 일본의 성우 키토 아카리.
- 1995년
  - 대한민국의 펜싱 선수 박상영.
  - 일본의 그라비아 아이돌 아마키 쥰.
  - 일본의 아이돌 니시가타 마리나. (NGT48)
- 1996년
  - 대한민국의 골프 선수 김수지.
  - 대한민국의 배우 김예은.
  - 대한민국의 배우 송영아.
  - 대한민국의 배우 서호철.
  - 아제르바이잔의 리듬체조 선수 라라 유시포바.
  - 중화인민공화국의 테니스 선수 장즈전.
- 1997년
  - 일본의 테니스 선수 오사카 나오미.
  - 대한민국의 리그 오브 레전드 프로게이머 라스칼.
  - 모나코의 포뮬러원 레이싱 드라이버 샤를 르클레르.
- 1998년
  - 대한민국의 야구 선수 최보성.
  - 대한민국의 가수 정새벽.
- 1999년
  - 대한민국의 가수 제이민 (BAE173).
  - 대한민국의 축구 선수 배진수.
- 2000년
  - 일본의 배우 야기 유키.
  - 대한민국의 가수 우빈.
- 2002년 - 대한민국의 가수 김한비.
- 2007년 - 대한민국의 가수 보니.
- 2008년 - 대한민국의 가수, 배우 정선아.

## 사망
- 385년 - 전진의 3대 황제 부견. (337년~)
- 1793년 - 프랑스의 루이 16세의 왕비 마리 앙투아네트. (1755년~)
- 1981년 - 이스라엘의 정치인 모셰 다얀. (1915년~)
- 1988년 - 대한민국의 인질범 지강헌. (1954년~)
- 2007년 - 영국의 배우 데버러 카. (1921년~)
- 2014년 - 미국의 중국학자 데이비드 니비슨. (1923년~)
- 2017년 - 대한민국의 배우, 가수 황치훈. (1971년~)
- 2019년 - 대한민국의 기업인 왕상은. (1920년~)
- 2020년 - 미국의 영화배우 앤서니 치점. (1943년~)
- 2021년 - 미국의 영화배우 베티 린. (1926년~)
- 2022년
  - 대한민국의 성우 남궁윤. (1945년~)
  - 대한민국의 정치인 이용희. (1931년~)
  - 체코의 영화배우 요세프 소므르. (1934년~)
- 2023년
  - 대한민국의 경제학자 백영훈. (1930년~)
  - 대한민국의 시인 성기조. (1934년~)
  - 핀란드의 제10대 대통령 마르티 아티사리. (1937년~)
- 2024년
  - 대한민국의 성악가 박세원. (1947년~)
  - 팔레스타인의 정치인 야흐야 신와르. (1962년~)
  - 잉글랜드의 가수 리엄 페인. (1993년~)

## 기념일
- 부마 민주 항쟁 기념일: 대한민국
- 초대 민선총리 리아쾃 알리 칸(영어판) 추모일: 파키스탄
- 교사의 날: 칠레
- 공군의 날(영어판): 불가리아
- 보스 데이(영어판): 미국
- 세계 식량의 날
- 세계 마취의 날(영어판)

## 같이 보기
- 전날: 10월 15일 다음날: 10월 17일 - 전달: 9월 16일 다음달: 11월 16일
- 음력: 10월 16일
- 모두 보기